# Rhaphidorrhynchium leptorhynchoides
Rhaphidorrhynchium leptorhynchoides là một loài Rêu trong họ Sematophyllaceae. Loài này được (Mitt.) Broth. miêu tả khoa học đầu tiên năm 1925.